# Hálóboltozat
A hálóboltozat a gótikus építészetben megtalálható jellegzetes boltozati forma. Hálószerű alakzatot kirajzoló bordaívekről nyerte elnevezését.

## Jellemzői
A bordás boltozat bordái jellegzetes hálózatot alkotnak. A bordák hálószerűen borítják be a boltozatot és az egyes boltszakaszok közötti határok elmosódnak. A bordák nem teherhordó, hanem díszítő elemek.

## Előfordulásai a középkori magyarországi építészetben
A késő gótika eme szép boltozatépítési megoldásai több helyen is megtalálhatók a középkori magyarországi templomépítészetben. Talán a legszebbek János testvér alkotásai. Egyik szép előfordulási helye Nyírbátor, ahol két gótikus templom boltozata is ilyen szerkezetű. Jól ismert a Szeged-alsóvárosi templom is.

## Külső hivatkozások
- a hálóboltozat definíciója
- A Szeged-alsóvárosi ferences templom boltozatáról. Archiválva 2016. március 5-i dátummal a Wayback Machine-ben